# Даниэль (епископ Пуатье)
Даниэль (Даниил; лат. Daniel; умер не позднее 555) — епископ Пуатье в середине VI века.

## Биография
О происхождении и ранних годах жизни Даниэля сведений не сохранилось. В списках епископов Пуатье, наиболее ранний из которых составлен в XII веке, он назван преемником Элапия, о котором, кроме имени, ничего не известно. Предшествовавшим Даниэлю достоверно установленным епископом Пуатье был Адельфий, последнее упоминание о котором относится к 533 году. Таким образом, восхождение Даниэля на епископскую кафедру не могло произойти раньше этой даты. Скорее всего, он стал епископом незадолго до 541 года, так как среди участников Третьего Орлеанского собора 538 года не было епископа из Пуатье.
Единственное упоминание о Даниэле в современных ему документах датируется 541 годом, когда он присутствовал на состоявшемся в Орлеане церковном соборе прелатов Франкского государства. Участники синода обсудили вопросы церковного права, а также приняли постановление о праздновании Пасхи по римскому обычаю и о неподсудности представителей духовенства светским персонам.
Никаких других свидетельств о деятельности Даниэля не сохранилось. При каких обстоятельствах он утратил епископский сан, неизвестно: возможно, он или умер, или был смещён с кафедры. Достоверно установлено только то, что это должно было произойти не позднее 555 года, так как приблизительно этим временем датируется упоминание о новом епископе Пуатье Пиенции.